# 2,2'-아조비스(2-아미디노프로페인) 다이하이드로클로라이드
2,2'-아조비스(2-아미디노프로페인) 다이하이드로클로라이드(영어: 2,2'-azobis(2-amidinopropane) dihydrochloride, AAPH)는 약물의 산화에 대해 연구하는 데 사용되는 화합물이다.
2,2'-아조비스(2-아미디노프로페인) 다이하이드로클로라이드는 자유 라디칼을 생성하는 아조 화합물이다. 2,2'-아조비스(2-아미디노프로페인) 다이하이드로클로라이드는 친핵성 및 자유 라디칼 메커니즘을 통해 산화 반응을 개시할 수 있는 능력으로 인해 저분자 및 단백질 치료제에서 산화제로 주목받고 있다.
2,2'-아조비스(2-아미디노프로페인) 다이하이드로클로라이드는 천연 페놀류의 이원 혼합물의 상이한 조합으로 유도 산화된 리놀레산에 대한 실험에서 사용되었다. 실험에 따르면 일부 이원 혼합물은 상승적 항산화 효과를 유발할 수 있지만, 다른 혼합물은 길항 작용을 유발할 수 있다는 것을 보여준다.

## 같이 보기
- 리놀레산